# Cosaques de la Volga

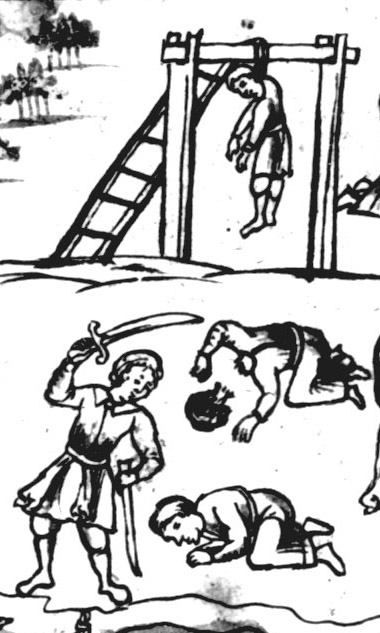
Exécution de cosaques de la Volga insoumis, vers 1700.

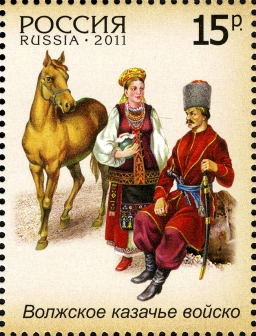
Cosaques de la Volga, timbre russe de 2011.

Les cosaques de la Volga (en russe : Волжские казаки) formaient une communauté de cosaques libre en Russie au XVIe siècle.
Les cosaques de la Volga participèrent à la conquête de la Sibérie par Ermak Timofeïévitch. Après la création de la ligne de fortifications de Tsaritsyne au XVIIIe siècle le gouvernement décida d’organiser les cosaques en une « armée cosaque de la Volga » (Волгское казачье войско). Celle-ci regroupait 1057 familles (essentiellement des cosaques du Don) et avait son état-major à Doubovka, au nord de Tsaritsyne.
Les cosaques de la Volga furent impliqués dans le soulèvement de Pougatchev en 1773-1775.
De 1770 à 1777 la majorité des cosaques de la Volga furent transférés en Ciscaucasie et intégrés à l’armée des cosaques du Terek. L’armée des cosaques de la Volga fut dissoute au début du XIXe siècle et ses restes reversés dans l’armée des cosaques d'Astrakhan et les Cosaques du Terek, en Ciscaucasie
.